# Centro Penitenciario de Aragua
El Centro Penitenciario de Aragua, también conocido como la cárcel de Tocorón, es una prisión venezolana ubicada en la población de Tocorón, en el sur del estado Aragua.

## Historia
La prisión fue construida en 1982 con una capacidad para 750 reos, en 2016 albergaba una población de más de 7000 reclusos. El 15 de marzo de 2007, 300 reclusos inician una huelga de hambre en protesta por los maltratos de los cuales son víctimas ellos y sus familiares en los días de visita, el 4 de mayo una riña interna deja 2 muertos y 23 heridos, entre ellos el subdirector del penal, Francisco Marcano. En 2010 un enfrentamiento por el control del establecimiento dejó 16 muertos.
La prisión al igual que la gran mayoría de las cárceles venezolanas, padece de serias deficiencias administrativas, sanitarias y de seguridad. En 2014 el crimen organizado tomó el control del establecimiento. Es una de las cárceles más violentas en el país, donde los reclusos, fuertemente armados (hasta con granadas de mano), protagonizan sangrientas riñas entre bandas. En esta prisión surgió la megabanda criminal conocida como el Tren de Aragua.
El complejo controlado por Tren de Aragua poseía una piscina, una discoteca, un estadio de béisbol y un zoológico, además de túneles para entrar y salir libremente.

## Intervención de la Fuerza Armada Nacional Bolivariana en 2023
En septiembre de 2023, el Centro Penitenciario se convirtió en el foco de atención a nivel nacional e internacional debido a una operación dirigida por la Fuerza Armada Nacional Bolivariana (FANB) llamada Operación Liberación Cacique Guaicaipuro,El líder de la Megabanda criminal Héctor Guerrero Flores se fugó de la prisión antes del operativo.
El 20 de septiembre, alrededor de 11 000 agentes de la FANB se desplegaron en Tocorón con el objetivo de neutralizar a aproximadamente 5500 reclusos, muchos de los cuales estaban armados. Este despliegue generó escepticismo entre expertos y la población general, ya que se cuestionó la legitimidad y transparencia de la operación. Esta respuesta crítica se intensificó debido a la incapacidad inicial de las autoridades para confirmar el paradero de miles de estos reclusos tras la intervención. Un mayor de la Guardia Nacional Bolivariana murió durante el operativo.
El fiscal general de Venezuela, Tarek William Saab, describió la acción como un «golpe demoledor» al crimen organizado. Sin embargo, destacados observadores, como el director del Observatorio de Prisiones de Venezuela (OPV), Humberto Prado, sugirieron que la rápida operación, en comparación con intervenciones previas en cárceles, tenía incongruencias. Se identificó a Tocorón como la base de operaciones de Héctor Guerrero Flores, líder del Tren de Aragua, una de las megabandas criminales más prominentes de Venezuela, con influencia que abarca varias regiones del país y se extiende a nivel internacional.Además, la intervención coincidió con la presentación de informes internacionales sobre posibles violaciones de derechos humanos en Venezuela, lo que llevó a algunos a especular sobre si la operación en Tocorón tenía motivaciones adicionales más allá de la seguridad penitenciaria.